# 강성태 (학원인)
강성태(1983년 2월 4일 ~ )는 대한민국의 기업인이다. 공신닷컴 CEO이다.

## 개요
공부법, 영단어, 영어독해, 영문법 강의를 제공하고 있는 공신닷컴 CEO이다.
서울대학교 공과대학 기계공학과 기계항공공학부에 재학 중이던 2006년 교육봉사 동아리 ‘공신’을 만들어 유명해졌다. 동아리 활동을 하던 중 대학 졸업과 동시에 별도의 소셜벤처, 공부의신을 창업한다. 교육봉사 동아리는 현재 서울시 비영리 민간단체로 인가된 상태다.
기계공학부는 자기가 꿈이 있어서 가려고 한 게 아닌 요즘 어느 학과가 좋냐라고 물어보고 들어온 것이다. 그래서 학교 생활에 적응하지 못했고 이로 인해 학교를 잘릴 뻔했으나 군대 전역 후 다시 정신 차리고 공부해서 퇴학을 면했다고. 이로 인해 강성태 멘토링에서는 "자기 진로를 생각하며 공부하라"고 누누이 말한다. 다만, 2019년 기준으로는 강성태 당시에 비해 문이과 취업의 역전이나 공대의 강세, 그리고 대학교 내에서 복수전공이나 전과 등의 활성화로 비교적 최근인 2010년대에 입학한 선배나 멘토들은 다시 학교나 과를 보고 입학해라 라고 조언을 돌리는 추세이다.
MBC 공부의 제왕에 출연하였고, KBS 드라마 공부의 신에 자문으로 참여하여 공부 부분의 드라마 대본을 직접 작성하는 등 여러 매체를 통해 대중들에게 이름을 널리 알리게 되었다.
이후 유명세를 바탕으로 일선 학교와 청소년 기관 등에서 멘토링과 공부법 강연을 하고 있다.
광고를 여러 개 찍었다. 특히 공익광고 모델을 많이 했다. 도박 중독 광고로 정부광고상을 수상하기도 했다. 돈을 받지 않고 사회적 기업 제품을 여러 번 홍보 해주기도 했다. 강의 기획재정부나 통일부 찍었다.
기업광고로는 노트북, 휴대폰, 비타민 등을 찍었다. 공신폰, 강성태폰이라 불리는 스마트폰이 있다.
건설사와 손잡고 아파트 모델하우스를 순회하며 공부법 강연을 하기도 했으며, 해당 아파트 광고에도 출연하여 '공부하기에 좋은 아파트'라고 홍보하기도 했다.
'공신 강성태의 방송국'이라는 아프리카TV 채널과 '공부의 신 강성태'라는 유튜브 채널을 개설하여 아프리카TV BJ와 유튜버로서 활발하게 활동하고 있다. 교육 유튜브 채널이라고 하지만, 성교육, 시사, 정치, 호기심 콘텐츠도 상당한 비중을 차지하고 있다. 최근에는 시사 경제 문제까지 다루고 있어 조만간 정계에 진출하는 것이 아니냐는 이야기도 나오고 있다. 하지만 본인 영상에서 새누리당 비례대표와 민주당 최고위원 제안을 고사한 것까지 이야기하며 정치에 관심이 없고 능력도 안된다고 주장했다. 그래도 계속해서 정계 진출 이야기가 나오는 상황이다.
모범 납세자 국세청 표창을 받았다.
코로나19 사태로 전국에서 마스크가 품절나던 시기 사비로 2,000장이 넘는 마스크를 사서 소외 계층 학생들에게 선물과 함께 직접 배송했다. 

## 수상 및 활동
- 대한민국 사랑받는 기업 국무총리 표창
- 한국 소셜벤처 경진대회 대상 (고용노동부 장관상)
- 대한민국 촛불상 - 가수 션과 함께 수상했다.
- 대한민국 마케팅 대상
- 올해의 브랜드 대상
- 서울시 교육청 행복교육 자문위원
- 서울시 청소년 육성 위원회 위원
- 서울형 사회적 기업 인증
- 더 착한 서울 기업 (서울시 우수 사회적 기업) 인증
- 대한민국 나눔봉사자 청와대 오찬 초청
- '대한민국의 꿈을 가꾸는 사람들' 청와대 오찬 초청

이외 수상실적은 공신닷컴이나 강성태 SNS에서 볼 수 있다.

## 저서
강성태는 주로 공부에 관한 책을 쓴다.

### 공부법
- 강성태 66일 공부법
- 미쳐야 공부다
- 강성태 3년 공부 다이어리
- 공부의 신 천 개의 시크릿
- 공부의 신 돈 없이 공부하기(돈없)
- 공부의 신 강성태의 공부 혁신

### 영어 교재
- 강성태 영단어 어원편 - yes24 초등 영단어 분야 판매량 기준 1위
- 강성태 영문법 필수편 - yes24 초등 영문법 분야 판매량 기준 1위
- 강성태 영어독해 속독편 - yes24 관련 카테고리 best 1위
- 강성태 66일 영어회화 - yes24 영어회화부문 1위

### 창업 관련 도서
- 공부의 신, 바보 CEO되다

## 디스코그래피

### 싱글 EP 앨범
- 힘들지? (2018.02.19.)

## 방송
- 2016년 MBC 《마이 리틀 텔레비전》 - 69회 ~ 72회
- 2016년 JTBC 《비정상회담》 - 124회
- 2017년 tvN 《어쩌다 어른》 - 106회
- 2018년 MBC 에브리원 《비디오스타》 - 78회
- 2018년 SBS 《백년손님》 - 429회
- 2019년 MBC 에브리원 《대한외국인》 - 12회
- 2019년 KBS2 《꿀잼 퀴즈방》 - 24회
- 2019년 KBS2 《그녀들의 여유만만》 - 199회
- 2019년 KBS1 《아침마당》 - 8,365회
- 2019년 E채널 《똑.독.한 코디맘 : 베이비 캐슬》
- 2020년 KBS2 《슬기로운 어른이 생활》 - 8회
- 2020년 KBS2 《음치는 없다 엑시트》
- 2020년 SBS 《톡톡 정보 브런치》 - 49회